# Ruszczyce
Ruszczyce (biał. Рушчыцы; ros. Рущицы) – wieś na Białorusi, w obwodzie mińskim, w rejonie wilejskim, w sielsowiecie Ilia.
Dawniej używana nazwa – Ruszczyce Wielkie.

## Historia
W czasach zaborów wieś w powiecie wilejskim, w guberni wileńskiej Imperium Rosyjskiego. W 1866 roku liczyła 203 mieszkańców w 15 domach.
W latach 1921–1945 folwark leżał w Polsce, w województwie wileńskim, w powiecie wilejskim, w gminie Olkowicze, od 1 stycznia 1926 w gminie Ilia.
Według Powszechnego Spisu Ludności z 1921 roku zamieszkiwało tu 26 osób, 1 była wyznania rzymskokatolickiego a 25 prawosławnego. Jednocześnie wszyscy mieszkańcy zadeklarowali białoruską przynależność narodową. Były tu 3 budynki mieszkalne. W 1931 w 5 domach zamieszkiwało 41 osób.
Wierni należeli do parafii rzymskokatolickiej w Olkowiczach i prawosławnej w Ilii. Miejscowość podlegała pod Sąd Grodzki w Ilii i Okręgowy w Wilnie; właściwy urząd pocztowy mieścił się w Olkowiczach.
W wyniku napaści ZSRR na Polskę we wrześniu 1939 miejscowość znalazła się pod okupacją sowiecką. 2 listopada została włączona do Białoruskiej SRR. Od czerwca 1941 roku pod okupacją niemiecką. W 1944 miejscowość została ponownie zajęta przez wojska sowieckie i włączona do Białoruskiej SRR.
Od 1991 w składzie niepodległej Białorusi.